# Eve Newman
Eve Newman (* 24. Juli 1915 in Kalifornien; † 10. Oktober 2003 in Los Angeles, Kalifornien) war eine US-amerikanische Filmeditorin.

## Leben
Newman begann ihre Laufbahn zunächst als Music Editor in den frühen 1950er Jahren. Bis 1963 war sie in dieser Funktion an mehr als 30 Produktionen beteiligt. Ab 1964 war sie als Filmeditorin tätig. Ihre letzte Produktion, Homeland – Gewalt im Untergrund, stammt aus dem Jahr 1987.
Für den Film Wild in den Straßen war sie zusammen mit ihrem Kollegen Fred R. Feitshans junior 1969 für den Oscar in der Kategorie Bester Schnitt nominiert. Eine zweite Nominierung erhielt sie 1977 für ihre Arbeit an Zwei Minuten Warnung. Hier arbeitete sie mit Walter Hannemann zusammen.
Sie verstarb infolge von Komplikationen einer Krebserkrankung.

## Filmografie (Auswahl)
- 1964: Muscle Beach Party
- 1964: Pyjama-Party (Pajama Party)
- 1965: Surf Beach Party (Beach Blanket Bingo)
- 1966: Morgen holt euch der Teufel (Fireball 500)
- 1967: Wild in den Straßen (Wild in the Streets)
- 1970: Bloody Mama
- 1973: Little Cigars
- 1974: Zur Adoption freigegeben (The Stranger Who Looks Like Me)
- 1975: Die Kehrseite der Medaille (The Other Side of the Mountain)
- 1976: Zwei Minuten Warnung (Two-Minute Warning)
- 1978: Vorhof zum Paradies (Paradise Alley)
- 1984: Eine starke Nummer (No Small Affair)
- 1987: Homeland – Gewalt im Untergrund (Into the Homeland)